# Avi Cohen
Avraham „Avi“ Cohen (* 14. November 1956 in Kairo, Ägypten; † 28. Dezember 2010 Tel Aviv) war ein israelischer Fußballspieler und Fußballtrainer.

## Karriere
Cohen begann seine Karriere bei Maccabi Tel Aviv, ehe er 1979 für eine Ablösesumme von 200.000 £ nach England zum FC Liverpool transferiert wurde. 1980 wurde er mit den Reds englischer Meister und im Jahr darauf Gewinner des Europapokals der Meister. Dort konnte der Abwehrspieler sich jedoch nicht dauerhaft durchsetzen und kehrte in seine Heimat zu Maccabi zurück. 1987 wurde Cohen von Graeme Souness, einem ehemaligen Mitspieler aus Liverpooler Zeiten, der mittlerweile als Trainer bei den Glasgow Rangers arbeitete, nach Schottland verpflichtet. Er blieb jedoch nur kurz und ging zu Maccabi Netanja, wo er auch seine Karriere beendete.
Cohen spielte auch für die Nationalmannschaft. Zunächst vertrat er sein Land bei den Olympischen Spielen 1976 gegen Guatemala am 19. Juli 1976. Das erste offizielle Länderspiel für die A-Auswahl erfolgte beim 1:0-Auswärtserfolg gegen Griechenland am 22. September desselben Jahres. Insgesamt spielte er in 52 Begegnungen für sein Heimatland, dabei gelangen ihm drei Tore.
1979 wurde Avi Cohen auch zum Fußballer des Jahres von Israel gewählt. Cohen starb an den Folgen eines Motorradunfalles.

## Erfolge
- Meister von Israel: 1977, 1979
- Pokal von Israel: 1977, 1987
- Englischer Fußballmeister: 1980
- Europapokal der Landesmeister: 1981
- Scottish League Cup: 1988

## Sonstiges
Cohens Sohn Tamir Cohen ist ebenfalls professioneller Fußballspieler. Wie einst sein Vater spielte er für Maccabi Tel Aviv (2002 bis 2007).